# دونا ديغان
دونا ديغان (بالإنجليزية: Donna Deegan)‏ هي صحفية أمريكية، ولدت في 1962 في جاكسونفيل في الولايات المتحدة.